# Verwaltungsgemeinschaft Ebern
In der Verwaltungsgemeinschaft Ebern im unterfränkischen Landkreis Haßberge haben sich folgende Gemeinden zur Erledigung ihrer Verwaltungsgeschäfte zusammengeschlossen:
1. Ebern, Stadt, 7365 Einwohner, 95,01 km²
2. Pfarrweisach, 1490 Einwohner, 28,43 km²
3. Rentweinsdorf, Markt, 1575 Einwohner, 24,62 km²

Sitz der Verwaltungsgemeinschaft ist Ebern.
Die Gemeinde Untermerzbach, ursprünglich viertes Mitglied, war auf ihren Antrag zum 1. Januar 1994 aus der Verwaltungsgemeinschaft entlassen worden.